# Inga saltensis
Inga saltensis là một loài rau đậu thuộc họ Fabaceae.
Loài này có ở Argentina và Bolivia.
Chúng hiện đang bị đe dọa vì mất môi trường sống.